# Ferdinando Fairfax
Ferdinando Fairfax (ur. 29 marca 1584, zm. 14 marca 1648) – angielski parlamentarzysta, generał, syn dyplomaty i polityka Thomasa Fairfaxa, któremu król Karol I Stuart w 1627 roku nadał tytuł Lorda Fairfax of Cameron w Szkocji.
Urodził się w Yorkshire, edukację wojskową zdobywał w Holandii.